# Surfin'Dog
「Surfin' Dog」（サーフィン・ドッグ）は、ハッチポッチとネロくんの1枚目のシングル。

## 概要
- HotchPotchiとテレビ東京系『ペット大集合!ポチたま』に出演している犬の「ネロ」によるスペシャルユニット。
- 予約購入者の中から先着でオリジナルポスター（B2サイズ）がプレゼントされる。
- BOYS盤では、HotchPotchiメンバーの川﨑健と福山聖二は歌っていないが、DOG盤のカップリング「Hotch & Potchi」では歌っている。
- BOYS盤とDOG版はカップリング曲が異なる。

## 収録内容

### CD (BOYS盤)
- 品番：POCS-5012
- 定価：1,000円

#### CD
1. Surfin' Dog - 3:30
作詞：森園真、村上葉子／作曲：中西亮輔、村上葉子／編曲：中西亮輔
2. Surfin' Dog (Singin' Dog version) - 3:30
作詞：森園真、村上葉子／作曲：中西亮輔、村上葉子／編曲：中西亮輔
3. 東京あわてんボーイズ - 3:23
作詞：森園真／作曲：aya Sueki／編曲：aya Sueki

### CD (DOG盤)
- 品番：POCS-5013
- 定価：1,000円

#### CD
1. Surfin' Dog - 3:32
作詞：森園真、村上葉子／作曲：中西亮輔、村上葉子／編曲：中西亮輔
2. Surfin' Dog (Singin' Dog version) - 3:32
作詞：森園真、村上葉子／作曲：中西亮輔、村上葉子／編曲：中西亮輔
3. Hotch & Potchi - 4:53
作詞：Hotch & Potchi／作曲：宮下浩司、宮下昌也／編曲：宮下浩司

## タイアップ
Surfin' Dog
- TX系「ペット大集合!ポチたま」テーマ・ソング